# Nagyderzsida
Nagyderzsida (románul: Bobota) település Romániában, Szilágy megyében.

## Fekvése
Szilágy megyében, Nagykárolytól délkeletre, a Kraszna bal partján, Érszakácsi és Krasznahídvég között fekvő település.

## Története
Derzsida neve 1205 és 1235 között került először említésre a Váradi regestrumban, villa Dobur néven.
1349-ben Derzsida, 1427-ben Dersyda, 1441-ben Dershyda, 1459-ben Dershyda, 1466-ban Nagy-Dershyda néven írták.
Derzsida ma kettő van: Kis- és Nagyderzsida. Kisderzsida a Kraszna jobb, Nagyderzsida pedig a Kraszna bal partján fekszik.
1423-ban a Kusalyi Jakcs család birtokába iktatta be Derzsidát Zsigmond király parancsárra a váradi káptalan.
1487-ben Mátyás király a Majádi csalás-nak adta a birtokot.
1526-ban II. Lajos király Budán újra a Majádi családnak adományozta Derzsidát.
1572-ig Dobai János birtoka volt. 1572-ben bekövetkezett halála után per folyt Derzsida részbirtokáért Ilosvai Dobai, másként Banga Jánosné Guthy Anna és Horváth Istvánné Dobai Erzsébet között.
1641-ben Jenyczei Szunyogh Gáspárné Losonczi Bánfi Zsuzsanna birtoka volt, aki pénzszükség miatt eladta mindkét Derzsidát örök áron, Gyerőmonostori Kemény Jánosnak és örököseinek.
1703-ban puszta, mely a fellelhető adatok szerint valamikor 1682 előtt elpusztult.
1720-ban Nagyderzsidán 189 lakosa volt, melyből 99 magyar és 90 oláh nyelvű volt.
1722-ben Nagy-és Kisderzsida birtokába Rhédey Pált iktatták be, de Sarmasági Ferenc és Ádám ellentmondtak.
1729-ben egy középszolnokvármegyei generális szék előtt lefolyt perben Nagyderzsidáról ez olvasható:
"A nagy Derzsidai Újfalu helyének, úgymint Babukatelkének délfelől való territóriumából, tudniillik a Malombércze nevű erdőből." E leírás szerint Nagy-Derzsida a kurucvilág után újra alakult éspedig Babuk-telkéből, s a még régebben elpusztult Szoldoba vagy Szoldobágy falu területeiből.
1779-ben Babotza vagy Nagyderzsida Tasnád mezőváros tartozéka, s a birtokot 6 évre bérbeveszi Vay Lászlótól Reviczki József, Szotyori Kerekes József és nejeik.
Aspermont Anna 1795 évi vallomása szerint Babucza  a tasnádi uradalomhoz tartozott. Mint Rákóczi féle birtokot Nagyderzsidát a kincstár magának tartotta meg.
1797-ben Babucza főbb birtokosai báró Huszár József és báró Kemény Simon.
1890-ben 1353 lakosa volt, melyből 98 magyar és 1250 oláh, 5 egyéb nyelvű, melyből 16 római katolikus, 1254 görögkatolikus, 15 református, 68 izraelita. A házak száma ekkor 271 volt.
Nagyderzsida a trianoni békeszerződés előtt Szilágy vármegye Szilágysomlyói járásához tartozott.

## Nevezetességek
- Görögkatolikus temploma 1872-ben épült.  Anyakönyvet 1786-tól vezetnek.